# 개대배이구
개대배이구(아제르바이잔어: Gədəbəy rayonu, 러시아어: Кедабекский район)는 아제르바이잔 북서부에 위치한 구로 행정 중심지는 개대배이이며 면적은 1,290km2, 인구는 90,800명(2010년 기준)이다. 서쪽으로는 아르메니아와 국경을 접한다.